# Metaphorocera maracasi
Metaphorocera maracasi är en tvåvingeart som beskrevs av Thompson 1968. Metaphorocera maracasi ingår i släktet Metaphorocera och familjen parasitflugor. Inga underarter finns listade i Catalogue of Life.